# MHCクラスI分子
MHCクラスI分子（MHCクラスIぶんし、英: MHC class I molecules）は、主要組織適合遺伝子複合体（MHC）分子の主要な2つのクラスのうちの1つであり（もう1つはMHCクラスII分子）、脊椎動物の全ての有核細胞の細胞表面に存在している。MHCクラスI分子は血小板にも存在するが、赤血球には存在しない。MHCクラスI分子の機能は細胞内のタンパク質に由来するペプチド断片を細胞傷害性T細胞へ提示することであり、これによって非自己抗原が提示された場合に迅速な免疫応答が開始される。MHCクラスI分子は細胞質のタンパク質に由来するペプチドを提示するため、MHCクラスI分子による提示経路は細胞質性経路（cytosolic pathway）または内因性経路（endogenous pathway）とも呼ばれる。
ヒトでは、MHCクラスI分子に対応する主要なヒト白血球型抗原（HLA）は、HLA-A、HLA-B、HLA-Cである。

## 機能
MHCクラスI分子は、主にプロテアソームによる細胞質タンパク質の分解によって生じたペプチドを結合する。その後、MHC I:ペプチド複合体は小胞体膜を経て細胞膜の外側へ挿入される。エピトープとなるペプチドはMHCクラスI分子の細胞外部分に結合している。このようにしてMHCクラスI分子は細胞内のタンパク質を細胞傷害性T細胞（CTL）へ提示する。しかし、MHCクラスI分子が外来タンパク質から形成されたペプチドを提示することもあり、この過程は交差提示として知られている。
正常細胞は正常な細胞内タンパク質のターンオーバーによって生じたペプチドを提示しており、中枢性・末梢性の免疫寛容のため、CTLがこれらに応答して活性化されることはない。ウイルス感染の後など、細胞が外来性のタンパク質を発現しているときには、MHCクラスI分子の一部はこれらのタンパク質に由来するペプチドを細胞表面に提示する。こうしたMHC:ペプチド複合体は特異的なCTLによって認識され、細胞死が行われる。
MHCクラスI分子自身はナチュラルキラー細胞（NK細胞）の阻害的リガンドとして機能する。細胞表面のMHCクラスI分子のレベルの低下は一部のウイルスや特定種の腫瘍がCTLによる応答を回避するために利用する機構であるが、同時にNK細胞が活性化される。

### PirBと視覚の可塑性
PirB（Paired-immunoglobulin-like receptor B）はMHC Iに結合する受容体で、視覚の可塑性の調節に関与している。PirBは中枢神経系で発現しており、発生の臨界期や成体で眼優位性の可塑性を低下させる。PirBの機能を喪失した変異体マウスでは全年齢層で眼優位可塑性が増大し、臨界期の単眼剥奪後の可塑性の増加を示す。これらの結果はPirBが視覚野でのシナプス可塑性の調節に関与している可能性を示唆している。

## 構造
MHCクラスI分子は、α鎖とβ2-ミクログロブリン（B2M）という2本のポリペプチド鎖から構成される。2つの鎖は、B2Mとα3ドメイン間の相互作用によって、非共有結合的に連結されている。多型が存在するのは、HLA遺伝子にコードされるα鎖のみである。α3ドメインは細胞膜を貫通し、T細胞のCD8コレセプターと相互作用する。α3-CD8間相互作用がMHCクラスI分子を所定の位置に保持する。α1-α2ドメインはペプチドが結合する溝を形成する。細胞傷害性T細胞表面のT細胞受容体はα1-α2ドメインに結合して、ペプチドの抗原性を調べる。MHCクラスI分子が結合するペプチドの長さは主に8–10アミノ酸であるが、より長いペプチドが結合することも報告されている。

## 合成

プロテアソームによる細胞質タンパク質の分解、TAP複合体による小胞体への輸送、MHCクラスI分子へのローディング、提示のための細胞表面への輸送、という一連の過程の模式図。

ペプチドは主に細胞質でプロテアソームによって生成される。プロテアソームは28のサブユニットからなる巨大分子である。プロテアソームは細胞内のタンパク質を小さなペプチドへ分解し、ペプチドは細胞質へ放出される。プロテアソームは異なるペプチド断片をライゲーションすることもあり（スプライスペプチドと呼ばれる）、それによって非連続的な、ゲノム上に直線的に並んでいない配列を持つペプチドが産生される。スプライスペプチドの起源は同じタンパク質に由来する断片であることも（シススプライシング）、異なるタンパク質に由来するものであることもある（トランススプライシング）。MHCクラスI分子のペプチド結合部位は小胞体内腔に位置するため、ペプチドがMHCクラスI分子に結合するためには、細胞質から小胞体への移行が必要である。

## 移行とペプチドのローディング
ペプチドの細胞質から小胞体内腔への移行は、TAP（transporter associated with antigen processing）と呼ばれるトランスポーターによって行われる。TAPはABCトランスポーターファミリーのメンバーであり、TAP1とTAP2からなるヘテロ二量体型複数回膜貫通タンパク質である。2つのサブユニットは細胞質側にペプチド結合部位と2つのATP結合部位を形成する。TAPは細胞質側でペプチドに結合し、ATPを消費してそれらを小胞体内腔へ転移する。その後、小胞体内腔でMHCクラスI分子にペプチドがロードされる。
ペプチドのローディング過程には、ペプチドローディング複合体（PLC）と呼ばれる巨大な複合体を形成するいくつかの分子が関与する。PLCはTAP、タパシン、カルレティキュリン、カルネキシン、ERp57（PDIA3）から構成される。カルネキシンはB2Mの結合前にMHCクラスI分子のα鎖を安定化する。MHCクラスI分子の完全な組み立ての後、カルネキシンは解離する。ペプチドが結合していないMHC分子は不安定であり、シャペロンであるカルレティキュリンやERp57の結合を必要とする。さらにタパシンはMHC分子に結合してTAPタンパク質とつなぎ、peptide editingと呼ばれるペプチド選択の繰り返し過程を促進する。
ペプチドがMHCクラスI分子にロードされると複合体は解離し、小胞体から分泌経路を経由して細胞表面へ移動する。MHCクラスI分子の分泌経路を経由した輸送過程は、MHCクラスI分子の翻訳後修飾を伴う。翻訳後修飾の一部は小胞体内で起こり、タンパク質のN-グリカン領域の変化を伴う。その後、ゴルジ体でN-グリカンの広範囲の変化が行われ、細胞表面に到達する前に完全な成熟が行われる。

## ペプチドの除去
小胞体内腔でMHCクラスI分子に結合しなかったペプチドは、Sec61チャネルを介して小胞体から細胞質へと除去される。そこでさらなるトリミングを受け、MHCクラスI分子に結合するためTAPによって小胞体へ送り返される可能性がある。Sec61チャネルは、外来タンパク質の交差提示の際にも利用されている。

## ウイルスの影響
MHCクラスI分子には、ユビキチン化された細胞質タンパク質のプロテアソームによる分解によって形成されたペプチドがロードされる。ウイルスは自身のタンパク質の細胞質での発現を誘導するため、その産物の一部は分解のためのタグ付けがなされ、その結果生じたペプチド断片は小胞体へ移行しMHCクラスI分子に結合する。このように、MHCクラスI分子依存的な抗原提示経路によって、ウイルス感染細胞は感染によって異常なタンパク質が産生されているというシグナルをT細胞へ送る。
ウイルス感染細胞は、隣接する細胞に感染が起こるリスクを低減するため、ほぼ常に細胞性免疫を介したアポトーシスが誘導されることとなる。この免疫監視機構に対する進化的応答として、多くのウイルスはMHCクラスI分子をダウンレギュレーションするか、または細胞表面への提示を防ぐことを可能にしている。細胞傷害性T細胞とは対照的に、NK細胞は細胞表面のMHCクラスI分子の認識によって通常は不活性化されている。そのため、MHCクラスI分子が存在しない場合、NK細胞が活性化され異常細胞として認識される。ヒトのがんのいくつかでもMHCクラスI分子のダウンレギュレーションがみられ、形質転換した細胞では、感染細胞や形質転換細胞を破壊する通常の免疫監視機構を逃れる、同様の生存上の利点が生じている。

## 遺伝子とアイソタイプ
- 多型が非常に多いタイプ
  - HLA-A (HLA-A)
  - HLA-B (HLA-B（英語版）)
  - HLA-C (HLA-C（英語版）)
- 多型が少ないタイプ
  - HLA-E (HLA-E)
  - HLA-F (HLA-F)
  - HLA-G (HLA-G)
  - HLA-K (偽遺伝子)
  - HLA-L (偽遺伝子)

## 進化的歴史
MHCクラスI分子の遺伝子は顎口上綱の全ての生物の共通祖先に起源を持ち、これまで研究された現存する全ての顎口上綱の生物に存在している。顎口上綱での出現以降、この遺伝子ファミリーは種分化の過程で多くの分岐した進化経路をたどってきた。しかし、MHCクラスI遺伝子の多型の種間比較の研究では、2つの種間で進化的に関連するMHCクラスI遺伝子で特定のアレルが保存されていることが記載されており、これは双方の種に感染する病原体による強い平衡選択によるものである可能性が高い。Birth-and-death進化は、MHCクラスI遺伝子ファミリーの大きさに関する機構の説明の1つである。

### MHCクラスI遺伝子のbirth-and-death
Birth-and-death進化は、遺伝子重複によってゲノムに遺伝子が複数コピー生じ、その後それらが異なる進化的過程を経るというモデルである。こうした過程によって、遺伝子の1つのコピーの偽遺伝子化が起こることも、異なる機能を持つ2つの新たな遺伝子が生じることもある。ヒトのMHCのクラスIb遺伝子座（HLA-E、F、G）やMHCクラスI偽遺伝子は、このbirth-and-death過程によってクラスIa遺伝子座（HLA-A、B、C）から生じた可能性が高い。